# Шоу о раке груди
«Шоу о раке груди» (англ. Breast Cancer Show Ever) — эпизод 1209 (№ 176) сериала «Южный Парк», премьера которого состоялась 15 октября 2008 года.

## Сюжет
Во время доклада Венди о раке груди Картман постоянно прерывает её своими насмешками и шутками. Венди жалуется Мистеру Гаррисону и просит его сделать что-нибудь с этой напастью, которая с каждой неделей лишь разрастается. Учитель лишь устало просит Картмана прекратить насмешки, на что Картман отвечает очередной шуткой. Взбешенная Венди вызывает Картмана на бой после школы, обещая «выбить из него всё дерьмо». Картман относится к этому иронически и на показ всем лишь дразнит Венди.
Однако в течение дня Картман начинает чувствовать страх и понимает, что если его побьёт девчонка, то все «начнут считать тебя педиком» (слова Баттерса). Он пытается извиниться перед Венди и просит её отменить бой, на что она требует, чтобы Эрик при всех извинился и признал свою неправоту. Картман делает всё возможное, чтобы переубедить её, — даже ест свои трусы, чтобы доказать, насколько он отчаивается и признаёт свою неправоту. Однако он не извиняется публично, что лишний раз убеждает Венди в том, что Картман нисколько не искренен.
На последнем уроке Эрик с ужасом глядит на часы и старается придумать план побега. Всем ученикам не терпится увидеть бой, однако Клайд жалуется, что не сможет прийти, потому что он наказан и остаётся после уроков в дисциплинарном классе. Картман отчаянно бежит к доске и испражняется на стол учителя. В наказание он тоже попадает в дисциплинарный класс, откуда его должна забрать мать.
Картман с облегчением сидит в классе, пока мальчики подозревают его в том, что он нарочно всё подстроил, чтобы избежать драки. Картман отрицает это и утверждает, что он сделал это лишь потому, что «он крут». Баттерс его поддерживает и говорит, что «Эрик не боится драться и придёт завтра». Картман с ужасом узнаёт, что завтра утром перед школой все дети соберутся, чтобы посмотреть бой. За окном Картман видит Венди, которая угрожает ему.
Вечером в доме Венди родители вызывают дочь на разговор. Спустившись, она с удивлением обнаруживает на диване маму Картмана и его самого в слезах. Родители Венди убеждены, что она угрожала Эрику побить его, и требуют у неё извиниться перед ним. После того как Венди попросила прощения, Картман, пока взрослые не видят, всячески дразнит Венди, показывая ей язык и средний палец.
На следующее утро все собравшиеся дети с удивлением видят, как Венди проходит мимо Картмана. Тот издевается над ней и доказывает всем, что он сильнее и круче её.
На уроке, Картман выступает с докладом о том, что рак груди не является такой уж страшной болезнью, и высказывает доводы, которые оскорбляют чувства Венди. Сама же Венди потрясена тем, что Картман, даже побив её в её же игре, не останавливается, продолжая издеваться и мучить её. Она с отчаянными криками спрашивает Картмана, зачем он это делает, и в этот миг её вызывает директор.
В кабинете директора между Венди и директором происходит разговор, в котором авторы заложили мораль серии. Директриса школы оказывается одной из больных раком, которым удалось его победить и выжить. Она говорит Венди, что рак можно описать как «жирного маленького отростка, с которым обязательно надо сражаться, потому как если не показать ему, что ты имеешь власть, то он и дальше будет мучить тебя и разрастаться ещё больше; он не играет по правилам, так и ты не следуй им». Директриса таким образом морально побуждает Венди к драке с Картманом, и в конце концов та решает побить его.
Во дворе Эрик играет в мяч с ребятами, когда прибегает Баттерс и сообщает, что Венди всё же будет с ним сражаться. Эрик в ступоре видит, как к нему приближается Венди. Картман всё ещё напоказ окружающим пытается выглядеть круто, и когда Венди подходит вплотную, шёпотом напоминает ей, что если она будет драться, то он наябедничает своей маме. Но Венди всё равно, и она собирает волосы, чтобы драться.
Бой начинается, причём у Венди явное преимущество, и в конце концов, побив Картмана, она уходит с площадки. Лицо Эрика превращается в беззубую кроваво-синюю жижу, Картман плачет и говорит всем, что теперь его никто не будет уважать и все будут его презирать из-за того, что его побила девчонка. Однако, все мальчики лишь говорят, что они никогда и не считали его крутым и всегда презирали его, так что ничего не изменилось. Картман воспринял это как попытку его утешить и ушёл довольный тем, что друзья считают его крутым, несмотря ни на что.

## Пародии
- Наказание Картмана отсылает к фильму «Клуб „Завтрак“» : пятеро наказанных коротают время в библиотеке. Картман занимает «место» хулигана Бендера.
- Реплика Венди в конце драки «I’ve finished!» — пародия на финальную сцену фильма «Нефть»
- Драка в конце серии пародирует последний бой из фильма «Большой куш». Музыкальная композиция, играющая во время боя, — аллюзия на инструментал «Fuckin' In The Bushes» группы Oasis, который звучит всё в том же бою из фильма.
- Попытки Эрика извиниться, откупиться и его обеспокоенный взгляд на часы повторяет сюжет фильма «Ровно в 3».
- Фраза Биби в конце урока — «Врежь ему посильнее, Венди!» — отсылка к фильму «Город грехов».
- В серии Картман использует психологическую проекцию (возможно, бессознательно).

## Факты
- Картман уже дрался (примечательно, что на том же месте — на заднем дворе школы) в эпизоде «Извинения перед Джесси Джексоном».
- Название «Breast Cancer Show Ever» — это игра слов: сочетание «Best Show Ever» («лучшее шоу всех времён») и «Breast Cancer» («рак груди»).
- Рядом с наказанным Картманом в библиотеке сидит рыжий мальчик из эпизода «Рыжие дети».
- На двери комнаты Венди висит плакат Cirque du Soleil — это отсылка к эпизоду «Пятерняшки 2000».
- Стэн верит, что Венди боится драться с Картманом, что достаточно странно. Из показанных эпизодов видно, что Венди — весьма решительная и принципиальная девочка, в то время как трусливость Картмана и его склонность ко лжи более всего известны его друзьям.
- Картман в очередной раз забывает, что не умеет драться — беспокоиться он начинает только после того, как Баттерс подсказывает ему, что Венди может его побить.
- На что способна по-настоящему разозлённая Венди, уже показывалось в эпизоде «Ринопластическая клиника Тома» — тогда она при помощи сложной многоходовки избавилась от учительницы, в которую влюбился Стэн.
- Когда Картман начинает дразнить Венди в её доме, можно заметить фотографию на стене, где Венди стоит рядом со своей бабушкой (возможно с той, которая умерла в эпизоде «Ринопластическая клиника Тома»).